# Polícia Aérea

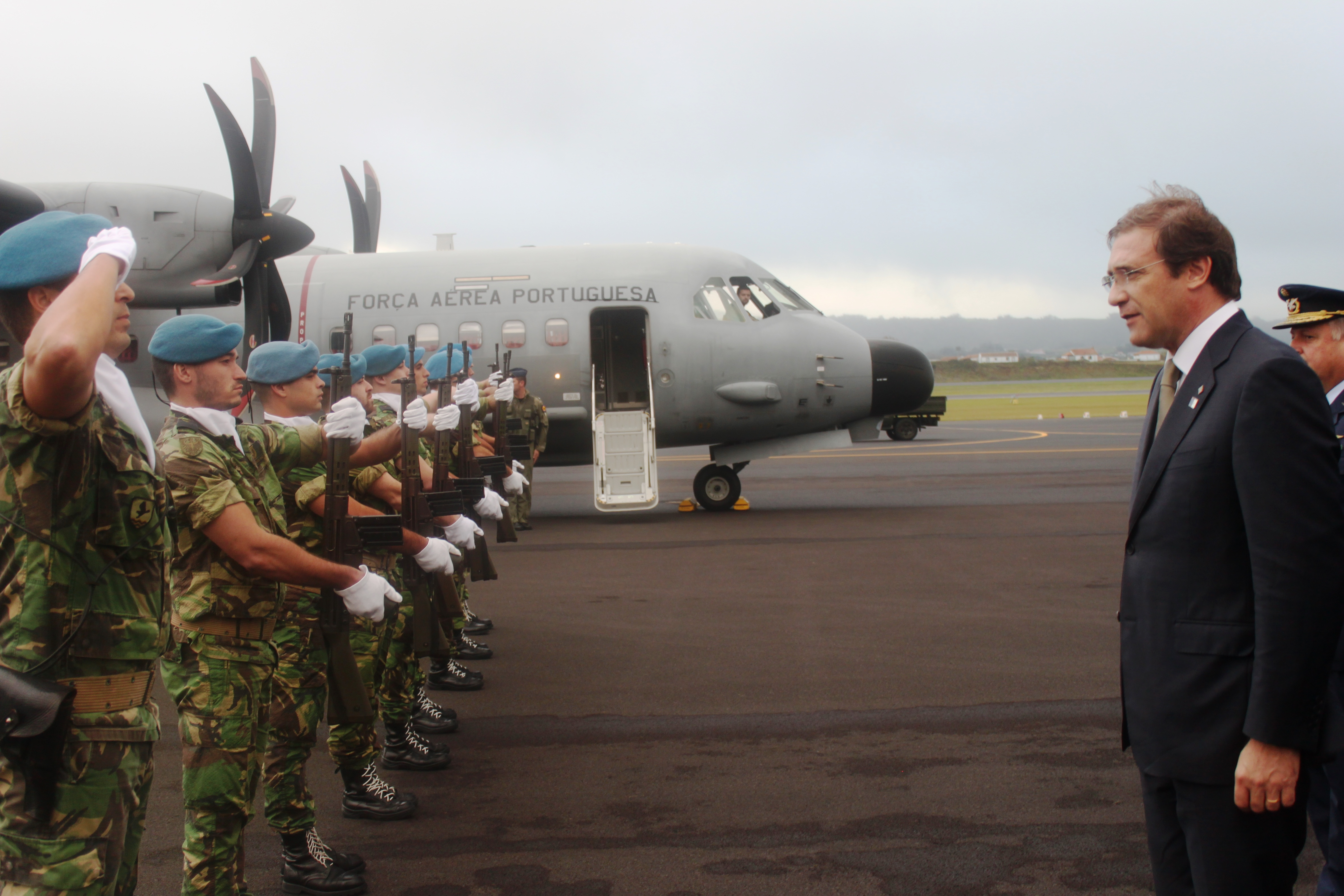
Secção da Polícia Aérea da Base Aérea das Lajes a receber o Primeiro-ministro português Pedro Passos Coelho em 2014.

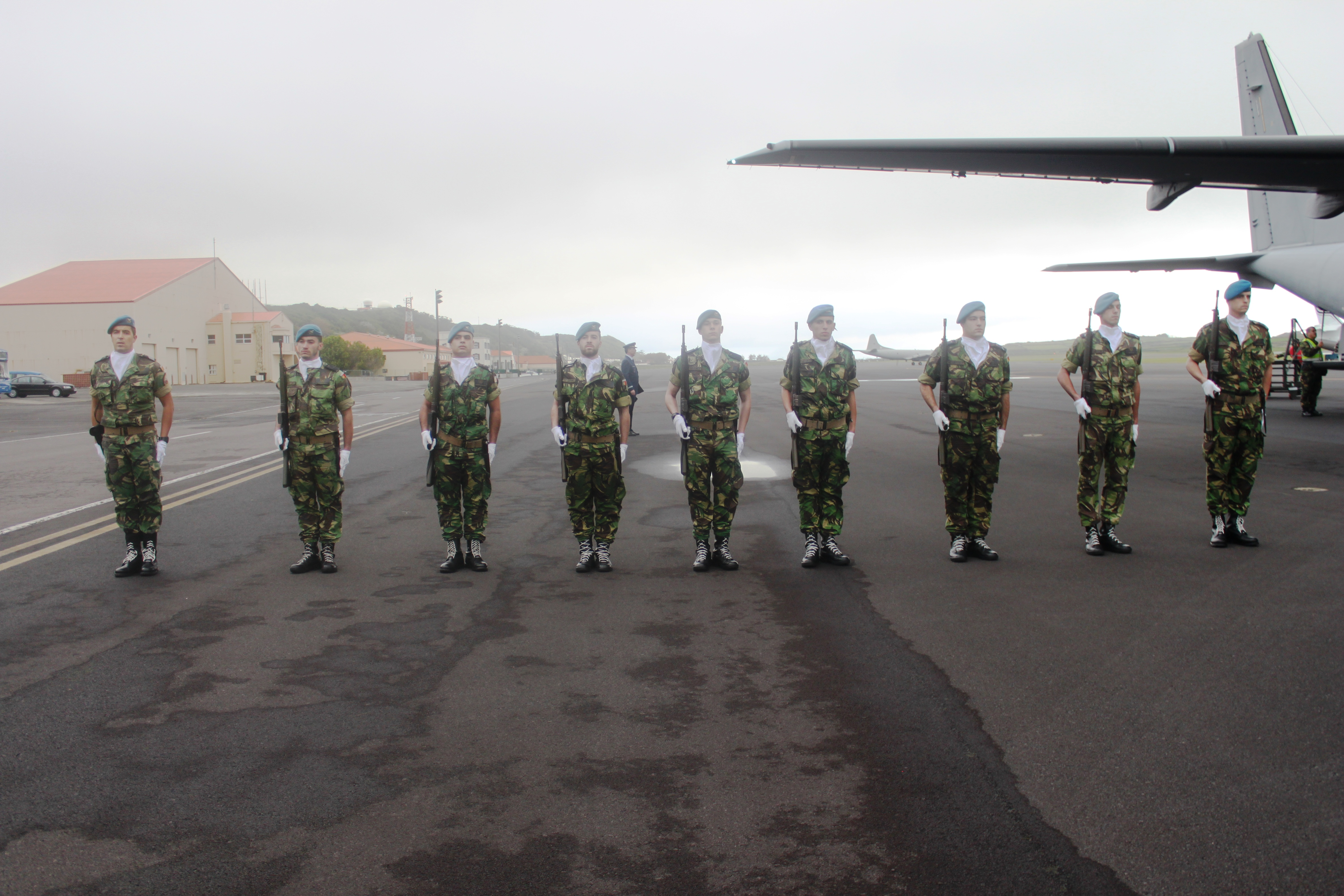
Secção da Polícia Aérea formada com espingardas automáticas G3.

A Polícia Aérea (P.A.) é a força especial de combate da Força Aérea Portuguesa à qual compete assegurar a protecção do seu pessoal, instalações, equipamentos, e defesa imediata das Unidades e Órgãos da FAP.
Tem como missões principais:
- Protecção e defesa das infraestruturas, material e pessoal da Força Aérea;
- Reconhecimento e inactivação de engenhos explosivos;
- Combate em ambiente convencional;
- Combate em ambiente de guerra nuclear, biológica e química.

Tem como principal símbolo a Boina Azul com o Emblema da Força Aérea, e dentro dela, tem uma força denominada Unidade de Protecção da Força, composta por militares da PA especializados em determinados requisitos operacionais.

## Organização
Cada unidade base ou orgão da Força Aérea dispõe, normalmente, de uma esquadra ou esquadrilha de Polícia Aérea organizada da seguinte forma:
- Comando;
- Esquadrilha Operacional, incluindo:

Sector de Instrução,
Carreira de Tiro Terrestre,
Equipas Cinotécnicas,
Pelotões de Intervenção;
- Esquadrilha de Apoio, incluindo:

Sector de Identificação e Controlo,
Sector de Material e Equipamento,
Secção de Armamento.
A Polícia Aérea dispõe de uma unidade de acções especiais, a Unidade de Protecção da Força (UPF).
Possui também equipas cinotécnicas de detecção de explosivos e de estupefacientes.
A Polícia Aérea já dispõe de uma associação representativa da especialidade PA em https://web.archive.org/web/20161016125007/http://www.anpa.pt/
Os Militares PA, ex-PA's e amigos dispõem de uma Rede Social (do tipo facebook) em http://boina-azul.com/rede
Os Militares PA, ex-PA's e amigos dispõem de uma pagina na Rede Social facebook em http://www.facebook.com/ANPA.PT

A Polícia Aérea dispõe de uma Unidade: UPF Unidade de Proteção da Força, responsável, por resgates de prisioneiros de
guerra, proteção de aeronaves, pronta a atuar em qualquer cenário de guerra, dentro do território Nacional e internacional.

Missão
Treinar e aprontar a Unidade de Proteção da Força (UPF).
Competências
a) Garantir a proteção dos meios humanos e materiais da Força Aérea, incluindo os constituintes das Forças Nacionais Destacadas;
b) Providenciar a segurança física de instalações e o controlo de acessos às mesmas;
c) Providenciar a coordenação e ligação com forças amigas;
d) Promover a ligação com organizações civis nas áreas de operações (organizações não governamentais, autoridades locais, serviços de emergência e serviços médicos);
e) Promover escoltas a comboios de abastecimentos para apoio às operações aéreas.  História  O Núcleo de Proteção da Força (NPF) é legalmente constituído com a entrada em vigor da NEP de Segurança 025 do então COFA, de 17 de Setembro de 2007, encontrando-se sedeado no Campo de Tiro.

A sua criação advém da necessidade por parte da Força Aérea (FA) em dispor de equipas treinadas nas vertentes de Active Defense, capazes de efectuar a protecção e segurança de meios e Forças Nacionais Destacadas (FND), ao serviço das várias organizações internacionais com as quais Portugal assumiu compromissos políticos no âmbito da Defesa.  No entanto, a sua missão não se esgota nas ações de Proteção de meios da FA. O NPF, tem de igual modo vindo a colaborar e a contribuir, de forma ativa para o aprontamento de militares da FA e de outros ramos e serviços, principalmente nas vertentes de Tiro e de Técnica e Tática de Combate.  Do mesmo modo, desenvolve ações de prontidão operacional com as Esquadras de Voo da FA, criando sinergias importantes neste âmbito para a preparação tática das respetivas tripulações.  Assim, estas ações têm vindo a contribuir para um crescendo do desenvolvimento de capacidades operacionais, de forma a manter os patamares de excelência característicos da FA.  Em termos operacionais, o NPF, tem vindo a participar em diversas Missões e exercícios, quer em território nacional, quer em território estrangeiro, destacando-se:  • ISAF (Afeganistão):  - Destacamento C-130 2008 e 2009;  - TACP 2010;  • EUFOR (Chade):  - Destacamento C-130 2008;  • EUFOR ATALANTA:   - Destacamento P3P 2010;  • NATO Ocean Shield Destacamento P3C 2011;  • Island Air Policing 2012;  • Operação MANATIM 2012;  • Evacuação de Cidadãos nacionais do Egipto e Líbia 2011;  • Proteção equipa médica Líbia 2011;  • Cimeira Europa- África 2008;  • Cimeira da NATO 2010;  • FORCEVAL 2011;  • Exercício Real Thaw 2009 a 2012;  • Exercício Hot Blade 2012;  • Exercício Sword Fish 2010 e 2011.

## Equipamento
- Armamento:

Espingarda automática Heckler & Koch G3 (m/61)
Espingarda automática Heckler & Koch HK416
Espingarda automática Heckler & Koch G36
Espingarda automática CZ BREN 2
Pistola-metralhadora Heckler & Koch MP5A3, MP5K e MP5 SD6
Pistola-metralhadora Heckler & Koch UMP
Pistola-metralhadora Heckler & Koch MP7A1 PDW
Carabina Barrett M82
Carabina Sako TRG-22 (7.62x51)
Carabina Heckler & Koch MSG-90A1
Metralhadora ligeira Heckler & Koch MG4
Metralhadora ligeira Heckler & Koch MG5
Metralhadora pesada Browning M2
Caçadeira Fabarm STF 12
Pistola Heckler & Koch USP e USP Compact
Lança granadas-foguete C90 Instalaza
Lança granadas-foguete M72 LAW (m/78)
Lança granadas Heckler & Koch AG36
- Veículos Blindados:

3x HMMWV
12x Condor UR-425